# Galanthus trojanus
Galanthus trojanus är en amaryllisväxtart som beskrevs av Aaron Paul Davis och Neriman Özhatay. Galanthus trojanus ingår i släktet snödroppar, och familjen amaryllisväxter. IUCN kategoriserar arten globalt som akut hotad.
Artens utbredningsområde är Turkiet. Inga underarter finns listade i Catalogue of Life.